# The 20/20 Experience World Tour
 (avril 2014).
Si vous disposez d'ouvrages ou d'articles de référence ou si vous connaissez des sites web de qualité traitant du thème abordé ici, merci de compléter l'article en donnant les références utiles à sa vérifiabilité et en les liant à la section « Notes et références ».
The 20/20 Experience World Tour est la troisième tournée du chanteur américain Justin Timberlake.
La tournée commence 6 novembre 2013 à New York et se termine le 20 décembre 2014 à Atlanta.

## Set List
1. Pusher Love Girl
2. Gimme What I Don't Know (I Want)
3. Rock Your Body
4. Don't Hold the Wall
5. FutureSex/LoveSound
6. Like I Love You
7. My Love
8. TKO
9. Strawberry Bubblegum
10. Summer Love
11. LoveStoned
12. Until the End of Time
13. Holy Grail
14. Cry Me a River
15. Only When I Walk Away
16. True Blood
17. Drink You Away
18. Tunnel Vision
19. Señorita
20. Let the Groove Get In
21. That Girl
22. Heartbreak Hotel
23. Not a Bad Thing
24. Human Nature
25. What Goes Around… Comes Around
26. Cabaret
27. Take Back the Night
28. Murder
29. Poison
30. Suit and Tie
31. SexyBack
32. Mirrors